# Rhamphostomella peristomata
Rhamphostomella peristomata är en mossdjursart som beskrevs av Gontar 1993. Rhamphostomella peristomata ingår i släktet Rhamphostomella och familjen Romancheinidae. Inga underarter finns listade i Catalogue of Life.